# Оружейные культуры
Оружейная культура — это отношения, чувства, ценности и поведение общества или любой социальной группы, в которой используется оружие. Этот термин впервые был введен Ричардом Хофштадтером в статье American Heritage, критикующей насилие с применением огнестрельного оружия в Соединенных Штатах.
Местные оружейные культуры распространены по всему миру, и отношение к оружию сильно различается в таких странах, как США, Канада, Израиль, Великобритания, Швейцария, Йемен и Пакистан. Среди наиболее изученных и обсуждаемых глобальных оружейных культур — культура Соединенных Штатов.

## Канада
Подобно британской оружейной культуре, канадская оружейная культура также в значительной степени представлена спортивной стрельбой и охотой и в меньшей степени самообороной. Спортивная стрельба всегда была популярным видом деятельности как для владельцев оружия, так и для не владельцев оружия в Канаде. Это также мост и проход между американским и британским отношением к огнестрельному оружию. В провинциях Онтарио, Квебек и Альберта проживает большое количество охотников и стрелков.
Консервативная партия в течение последних лет защищала спортивно-стрелковое сообщество, принимая множество законопроектов, которые удовлетворяют их потребности. В 2012 году законопроект С-19 устранил необходимость регистрации «не ограниченного» огнестрельного оружия (дробовиков и обычных винтовок). В 2015 году законопроект С-42 преобразовал лицензии «только на владение» в обычную лицензию на огнестрельное оружие или «лицензию на владение и приобретение», а также право перевозить огнестрельное оружие на стрельбище без уведомления главного сотрудника по огнестрельному оружию.
Большинство канадцев, владеющих огнестрельным оружием, используют его для охоты или спортивной стрельбы. Канадцы придерживаются неоднозначных мнений относительно использования огнестрельного оружия в целях самообороны, и законность самообороны в Канаде является предметом споров и дискуссий. После инцидента с Яном Томсоном, владельцем оружия, который был арестован по обвинению в убийстве и нарушении правил хранения за стрельбу по злоумышленникам из огнестрельного оружия, канадский парламент внес поправки в Уголовный кодекс, чтобы сделать законным применение силы. Это, наконец, сделало законным для владельцев оружия использование их огнестрельного оружия для самообороны, поскольку технически «все» в их распоряжении может быть законно использовано-включая само огнестрельное оружие. Канадцы, выступающие против использования огнестрельного оружия для личной защиты, утверждают, что это чисто американская традиция. Тем не менее, несмотря на поправки к Уголовному кодексу, законы о хранении огнестрельного оружия по-прежнему затрудняют гражданам использование их огнестрельного оружия для защиты дома в той или иной ситуации. Кроме того, решение о том, было ли применение силы «оправданным», по-прежнему остается за судами.
Из-за близости Канады и тесных исторических и культурных связей с Соединенными Штатами, культурная и социально-политическая среда, окружающая огнестрельное оружие, недавно начала подражать американским отношениям, где те, кто выступает против более строгих законов об оружии, а также права использовать оружие для личной защиты, склонны голосовать за консервативную партию, а также другие правые группы. Те, кто поддерживает более строгие законы Об оружии и выступает против легализации использования огнестрельного оружия для самообороны, как правило, голосуют за либеральную партию, новую демократическую партию или другие либеральные и левые группы в стране.
Хотя «право на ношение оружия» никогда прямо не указывается в хартиях свободы и прав Канады, консервативно настроенные владельцы оружия утверждают, что право на ношение оружия присутствует в слоях канадской нации и исторических документах Великобритании.
В Канаде существует много организаций, призванных защищать спортивную стрельбу и владение огнестрельным оружием, в том числе Национальная ассоциация огнестрельного оружия (NFA) и Канадская ассоциация стрелкового спорта (CSSA). Из двух, NFA выступает за самооборону с огнестрельным оружием и недавно начал подражать американской NRA.

## Чехия
Оружейная культура Чехии уникальна, поскольку она имеет относительно низкий уровень владения огнестрельным оружием на душу населения, но позволяет владеть оружием для личной защиты на основе выдачи разрешений, в том числе на скрытое ношение. Около 80 % владельцев 300 000 чешских пистолетов имеют лицензию категории E для личной защиты. Причиной этого является история Чехии, оккупированная иностранными державами, нацистской Германией и Советским Союзом, которые не позволяли большинству граждан владеть оружием. Либеральные законы Об оружии также являются традиционными в чешских землях, идя с имперским регулированием нет. 223 в 1852 году, который использовался во времена Первой Чехословацкой Республики. После Бархатной революции 1989 года закон был либерализован в 1995 году, когда было восстановлено законное право на владение огнестрельным оружием, и далее в 2002 году, когда многие другие виды огнестрельного оружия были легализованы до вступления Чехии в ЕС, что требовало, чтобы закон был совместим с Европейской директивой об огнестрельном оружии.
Есть две крупные организации, выступающие за законное владение оружием, Lex — sdružení na ochranu práv majitelů zbraní и Petice proti nesmyslným zákazům legálních zbraní — LIGA LIBE, который был сформирован командой за петицией против европейской директивы об огнестрельном оружии, основанной в 2014 году.

## Греция
Оружейная культура в Греции сильно варьируется в разных регионах страны. В стране действуют строгие законы Об оружии, позволяющие владеть оружием только в охотничьих целях и людям с высоким риском. Однако существует сильная культура оружия на острове Крит, Пелопоннес (Элида (ном) и полуострове Мани) и Средняя Греция.

## Израиль
Из-за истории Израиля и многочисленных войн, которые он вёл, израильское общество подчеркнуло необходимость быть вооружённым и хорошо обученным. В дни, предшествовавшие созданию Израиля, многие еврейские военизированные группы действовали в Израиле, чтобы защитить свои кибуцы от арабских боевиков. Эти различные группы в конечном счете сольются, чтобы сформировать современные израильские силы обороны. Во время интифады 2002 года оружие было обычным явлением, поскольку гражданские лица должны были защитить себя. Тем не менее большая часть израильской оружейной культуры принадлежит военным и связана со службой в каком-то вооружённом формировании, а не с пограничным ополчением. Мужчины и женщины старше 18 лет (с исключениями) обязаны служить в израильских силах обороны. В соответствии с условиями их службы израильским солдатам разрешается носить свое огнестрельное оружие на службе или вне службы, в форме или без формы.
Израильские гражданские лица, которые носят и владеют огнестрельным оружием, в основном являются поселенцами в районе Западного берега. Хотя, с другой стороны, израильские законы об оружии на самом деле строги. Гражданский должен был бы подать заявку на лицензию на оружие и продемонстрировать необходимость владеть огнестрельным оружием. Поэтому среднестатистическому гражданскому лицу довольно трудно получить лицензию на огнестрельное оружие, если только он не проживает в районе, который оказался опасным, или не обладает необходимым военным опытом, требуемым израильским законодательством.

## Пакистан
Владение оружием, особенно в горных районах северо-запада, является частью традиционной пакистанской культуры. Винтовки передаются из поколения в поколение для охоты и для праздничного огня. В 21-м веке рост террористических угроз, и особенно в городских похищениях, вымогательствах и грабежах, привёл к увеличению гражданского спроса на оружие для самозащиты.

## Россия
Россия также имеет уникальную культуру огнестрельного оружия, хотя эта культура в значительной степени посвящена военному использованию, а не гражданскому владению, и большая часть её происходит из Советского Союза (парадоксально, но это была эпоха строгого контроля над оружием) и его войны против нацистской Германии. Россия гордится тем, что произвела некоторые из самых известных в мире видов огнестрельного оружия, в первую очередь АК-47 и ППШ-41. Во времена Российской Империи многие люди, живущие в Уральских горах, владели огнестрельным оружием для охоты и обучения, и в какой-то момент в России был очень высокий уровень владения гражданским огнестрельным оружием.
Во время Второй Мировой Войны и в годы, предшествовавшие ей, наблюдался всплеск культуры огнестрельного оружия в Советском Союзе. Стрелковая подготовка и меткая стрельба рассматривались как символ боевой чести за Советскую Родину, а позднее стали источником влияния для снайперских школ в США. Во время Сталинградской битвы судьба города также зависела от местных ополченцев. Огнестрельное оружие также было частью военной пропаганды, как, например, в случае с известным советским снайпером Василием Зайцевым. Советские снайперы были необходимы и важны для советской стратегии против немецкого вторжения.
Сегодня наследие русского оружия очень популярно среди любителей огнестрельного оружия в Соединенных Штатах и во всем мире, и является одним из самых обсуждаемых видов огнестрельного оружия историками.
Появление АК-47 в качестве одной из самых популярных боевых винтовок в мире породило стереотип о том, что русские владеют АК-47 и имеют оружейную культуру, подобную американской. Однако в реальности ситуация обстоит наоборот, согласно опросу, проведенному исследовательской группой «ЦИРКОН», более 70 % россиян выступили против права на ношение оружия.

## Швейцария
Мужчины в возрасте от 18 до 30 лет призываются на военную службу и, как следствие, могут хранить выданное им огнестрельное оружие дома. SAT (букв. Стрельба и внеслужебная деятельность) курирует уроки, на которых каждый швейцарский ребенок может научиться стрелять из SIG SG 550 в год своего 15-летия до 20-летия или в год, когда он начинает свою военную службу. Это мероприятие бесплатное, и Юные Стрелки могут забрать винтовку домой между уроками, если им исполнилось 17 лет. Однако винтовка должна оставаться на том полигоне, на котором они присутствуют на уроке. Это занятие длится шесть лет с периодичностью от трех до четырех месяцев в году, и при желании молодые швейцарцы могут стать инструкторами для нового поколения Юных Стрелков.
В Швейцарии ежегодно проводится крупнейший в мире фестиваль оружия: Eidgenössisches Feldschiessen. В 2012 году он насчитывал 130 000 участников. Каждый швейцарец в возрасте 10 лет и старше может принять участие в любых федеральных стрельбищах и сможет бесплатно стрелять из артиллерийской винтовки.
Оружие широко используется для соревнований по спортивной стрельбе. В 2016 году Swiss Olympic провела исследование клубов и членов в Швейцарии: Швейцарская федерация спортивной стрельбы занимает 2-е место по количеству клубов и 9-е место по количеству членов клуба. Членами Федерации являются стрелки, которым необходима лицензия для участия в соревнованиях; те, кому она не нужна, вероятно, не будут её членами, поскольку в ней нет необходимости.

## Великобритания
Британская оружейная культура представлена стрелковыми видами спорта. Стрельба по глиняным голубям — один из самых популярных видов спорта. Огнестрельное оружие очень популярно преимущественно среди сельских общин. Однако за пределами сельских районов общество в подавляющем большинстве против оружия, и большинство протестующих против него именно британцы.
Использование огнестрельного оружия для самообороны, даже среди лидеров спортивного стрелкового сообщества, как правило, не одобряется, за исключением Северной Ирландии, где оружие является законным средством самообороны. Даже использование огнестрельного оружия местными полицейскими не одобряется; полицейские в стране, как правило, не оснащены огнестрельным оружием, кроме специальных подразделений правоохранительных органов (подразделения огнестрельного оружия).
Главной спортивно-стрелковой организацией в Великобритании является Национальная стрелковая ассоциация (не путать с одноимённой американской организацией и никоим образом не связывать с ней).

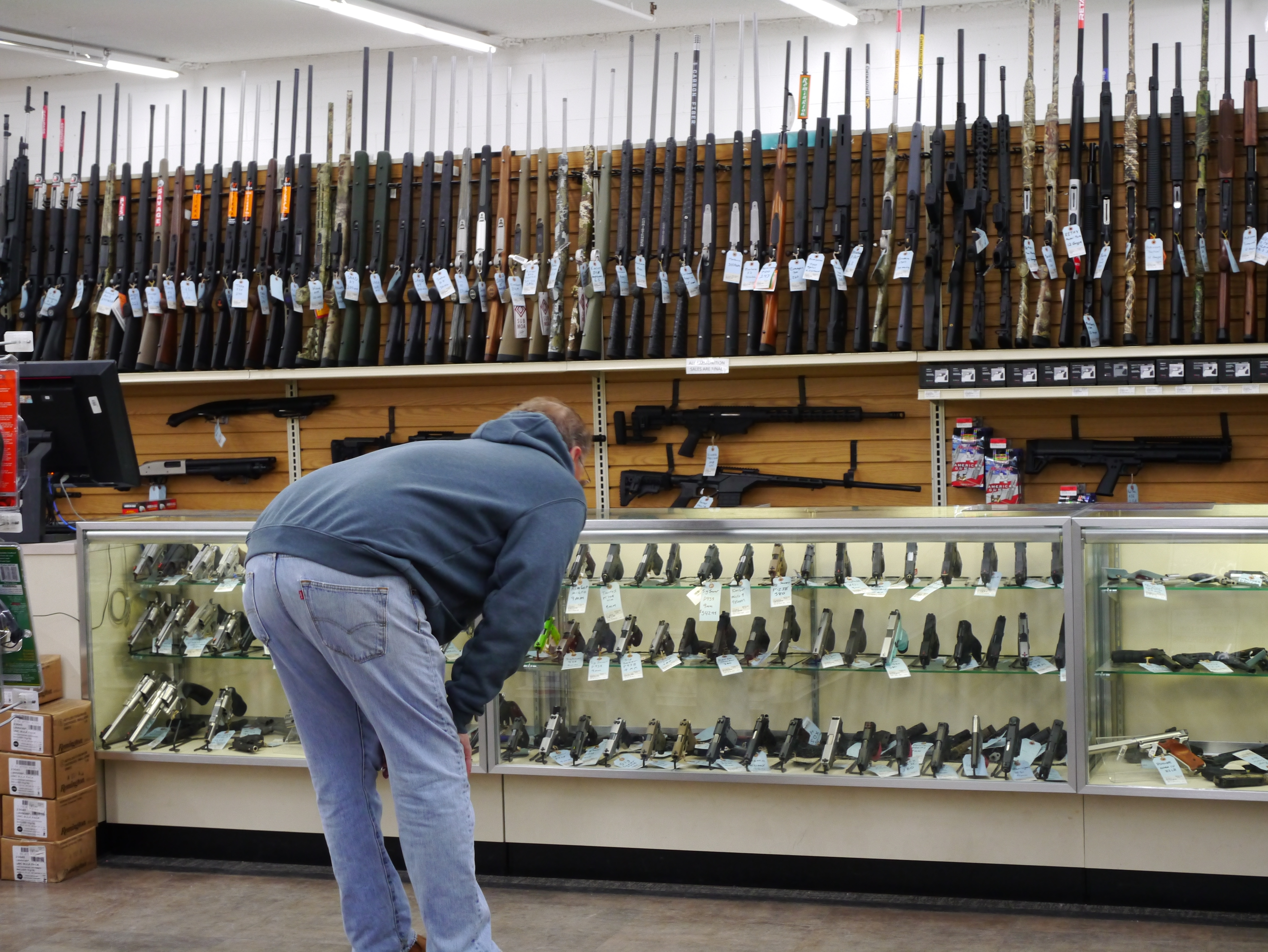
Оружейный отдел в типичном магазине США

## США
Владение оружием в Соединенных Штатах конституционно защищено Второй поправкой к Конституции Соединенных Штатов. Огнестрельное оружие широко используется в Соединенных Штатах Америки для самообороны, охоты и рекреационных целей, таких как стрельба по мишеням. Политика оружия поляризована между защитниками прав на ношение оружия, обычно консервативными, и теми, кто поддерживает более строгий контроль над оружием, обычно либералами. Оружейная культура Соединенных Штатов может считаться уникальной среди развитых стран с точки зрения большого количества огнестрельного оружия, принадлежащего гражданским лицам, и в целом разрешительных правил.

## Йемен
Оружейная культура Йемена очень похожа на культуру Пакистана, поскольку владение огнестрельным оружием используется не только для самообороны, но и для праздничного огня. Оружие также имело более высокий спрос после восстаний 2011 года и других политических нестабильностей по всей стране. Владение огнестрельным оружием в Йемене рассматривается в позитивном свете, поскольку общество рассматривает его как символ мужественности и лидерства. Соплеменники даже носят свое огнестрельное оружие, чтобы быть посредниками в спорах между другими племенными лидерами.